# Wisconsin Rapids
Wisconsin Rapids város az USA Wisconsin állam Wood megyéjében, melynek megyeszékhelye is. Lakossága 18 877 fő a 2020-as népszámláláskor.

## Népesség
A település népességének változása:
| Lakosok száma | 1115 | 18 367 | 18 877 |
|               | 1870 | 2010   | 2020   |